# Мішель Бенсуссан
Мішель Бенсуссан (фр. Michel Bensoussan, нар. 5 січня 1954, По) — французький футболіст, що грав на позиції воротаря, зокрема за «Парі Сен-Жермен». У складі збірної — олімпійський чемпіон.

## Клубна кар'єра
У дорослому футболі дебютував 1974 року виступами за команду «Парі Сен-Жермен». Згодом у 1978—1979 роках на правах оренди грав за команду клубу «Париж», після чого ще на два сезони повернувся до ПСЖ.
Першу половину 1980-х років провів в «Руані», а другу половину десятиріччя був основним воротарем «Кана».
1989 року повернувся до «Парі Сен-Жермен», де, утім, був лише запасним голкіпером, а за рік остаточно завершив ігрову кар'єру.

## Виступи за збірну
1984 року був у заявці олімпійської збірної Франції на переможному для неї футбольному турнірі на Олімпійських іграх 1984 в Лос-Анджелесі. Утім був лише дублером Альбера Рюста і в офіційних іграх за збірну участі не брав.

## Титули і досягнення
- Олімпійський чемпіон (1):

Франція: 1984